# 타이베이시청역
타이베이시청역(중국어 정체자: 市政府站, 병음: Shìzhèngfǔ zhàn, 한자음: 시정부참)은 타이베이시 신이 구에 있는 타이베이 첩운 반난선의 역이다. 원래 이름은 시정부역이다.

## 구조
| 지면     | 출입구                 | 출입구                                                |
| 지하 1층 |                        | 역 홀, 문의종심                                       |
| 지하 1층 | 화장실（유료 존 에서） |                                                       |
| 지하 2층 | 1호 프랫폼             | ←타이베이 첩운 반난선 난강전람관방면（융춘）          |
| 지하 2층 | 섬식 승강장            |                                                       |
| 지하 2층 | 2호 프랫폼             | 타이베이 첩운 반난선 딩푸/야둥병원방면（국부기념관）→ |

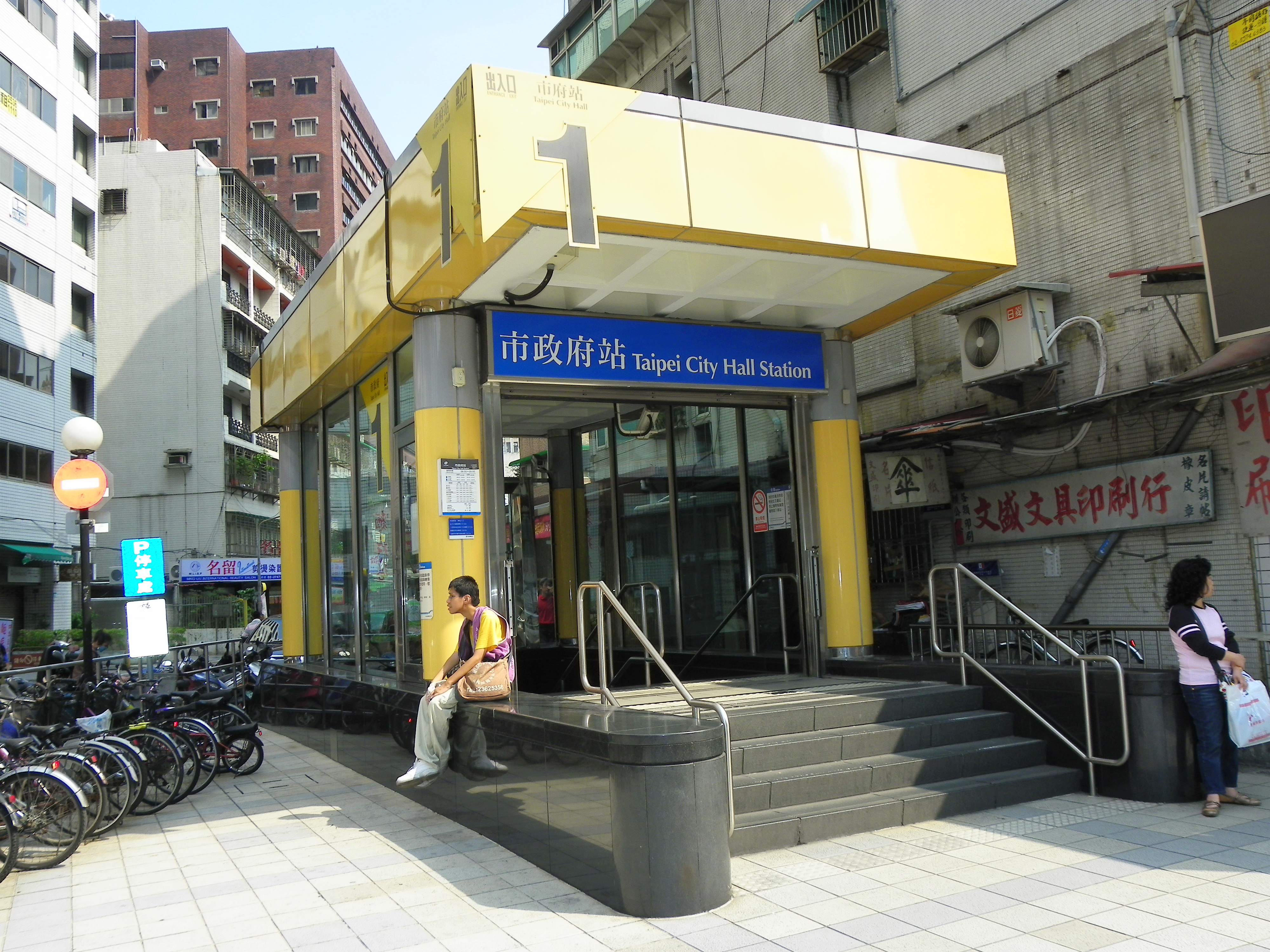
출입구 1
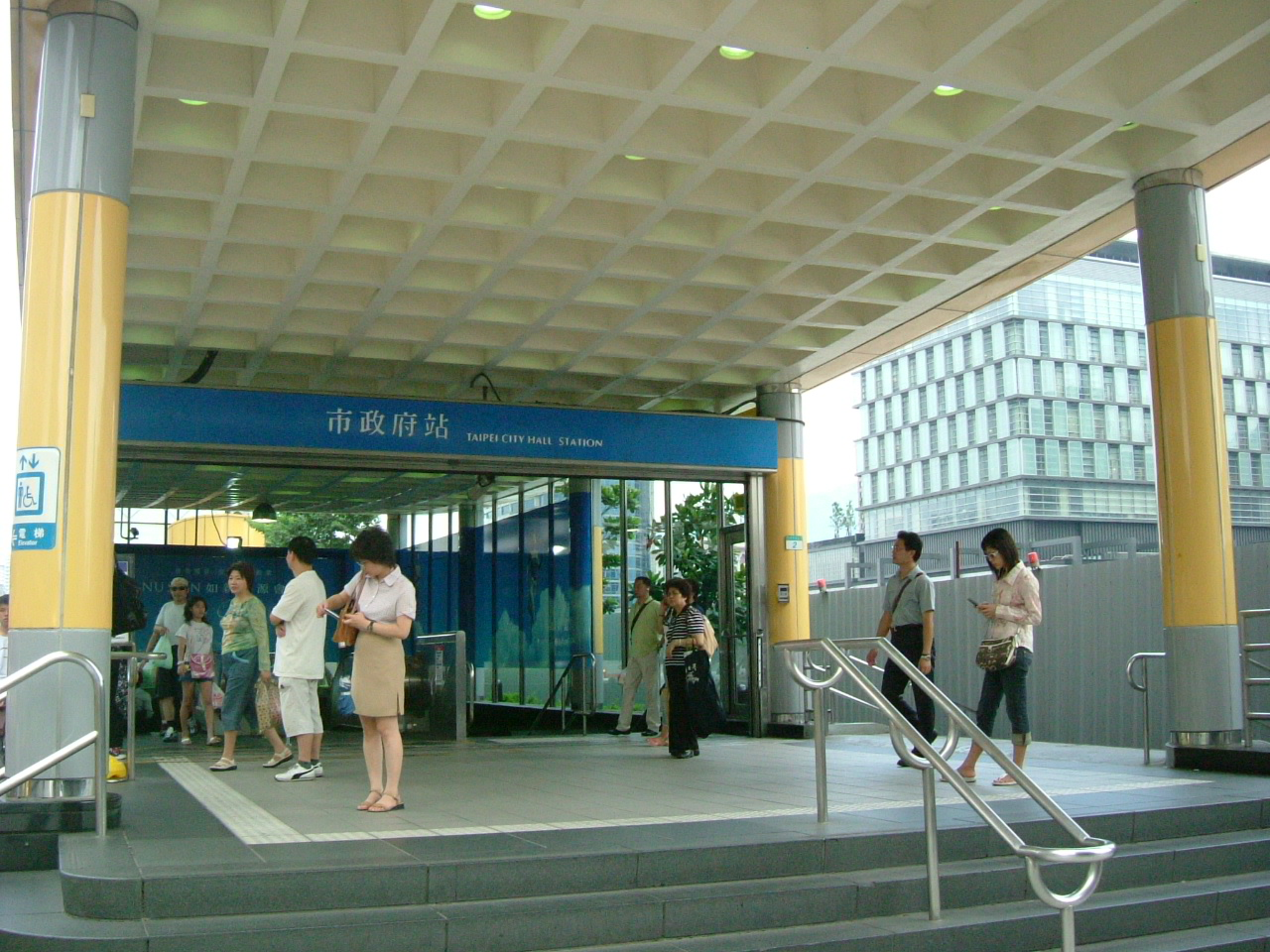
출입구 2
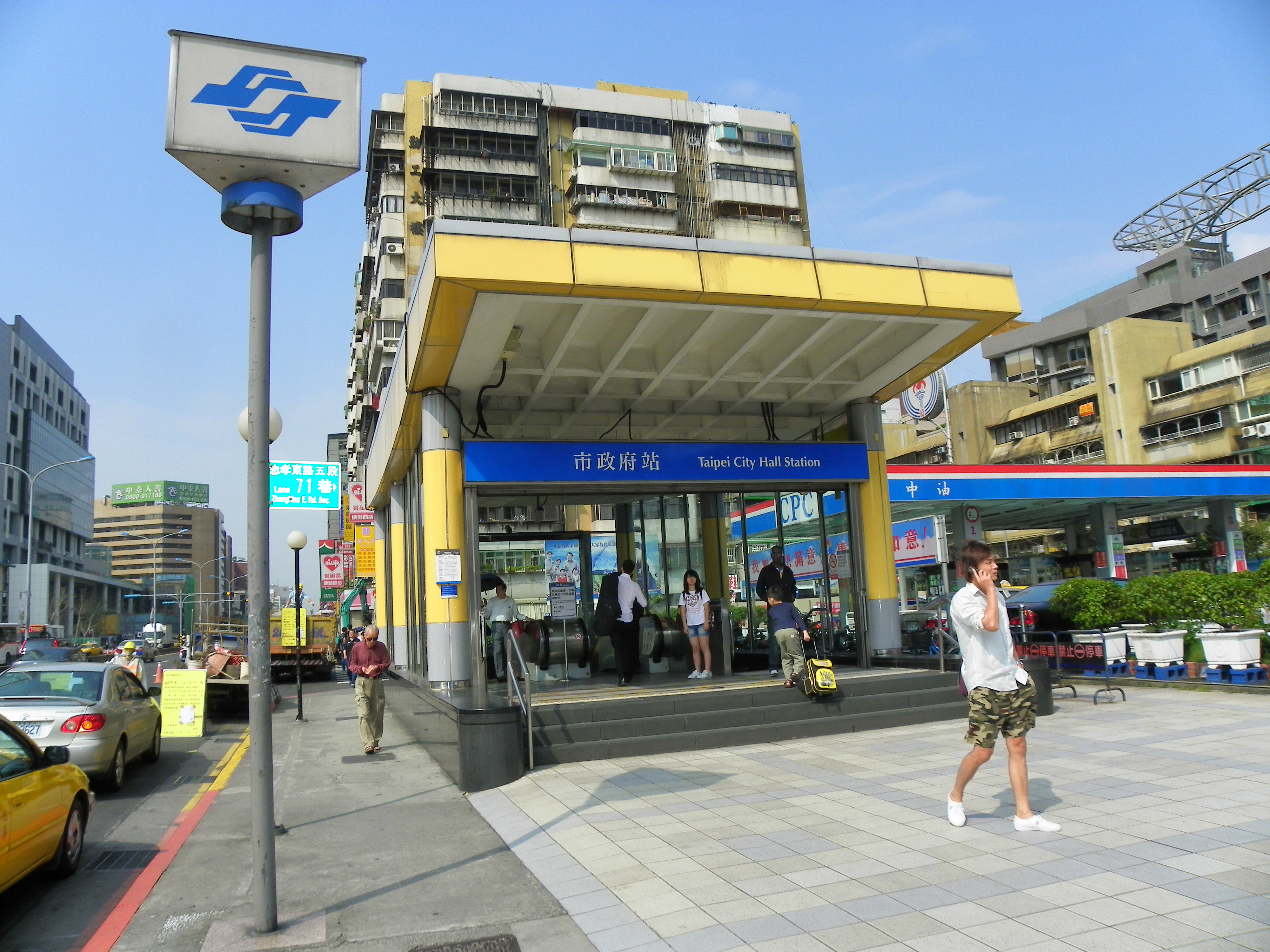
출입구 4